# Олтеанка (Валча)
Олтеанка (рум. Olteanca) насеље је у Румунији у округу Валча у општини Главиле. Oпштина се налази на надморској висини од 261 m.

## Становништво
Према подацима из 2002. године у насељу је живело 837 становника, од којих су сви румунске националности.